# Мальчишник: Часть III
«Мальчишник: Часть III», также известен как «Мальчишник в Вегасе: Часть III» (англ. «The Hangover: Part III», дословно на русский «Похмелье: Часть III») — кинокомедия режиссёра Тодда Филлипса, продолжение фильмов «Мальчишник в Вегасе» и «Мальчишник 2: Из Вегаса в Бангкок» и третья и заключительная часть трилогии «Мальчишник». Главные роли сыграли Брэдли Купер, Эд Хелмс, Зак Галифианакис и Кен Джонг.
Мировая премьера состоялась 22 мая 2013 года, в России — 30 мая 2013 года.

## Сюжет
Фильм начинается со сцены бунта в таиландской тюрьме. Начальник тюрьмы пробирается через толпу и подходит к камере, где обнаруживает дыру в стене, заклеенной плакатом, после чего кричит: «Чау!!!». В это время Лесли Чау выбирается из тюрьмы по канализации, после чего мощная струя воды выбрасывает его в море.
Тем временем Алан купил жирафа и везёт его домой по шоссе в прицепе, но один из мостов оказывается слишком низким, и жирафу отрывает голову, провоцируя крупное ДТП. Дома отец Алана отчитывает его за этот поступок, но Алан его не слушает; в это время у отца случается инфаркт, от которого он умирает. На похоронах отца Алан странно себя ведёт и говорит всем, что он был любимым сыном и что его отец просил его никогда не меняться. Фил, Даг и Стю вместе с жёнами решают отправить Алана в лечебницу в Аризоне. Алан соглашается потому, что его решила отвезти вся «Волчья стая», особенно Фил.
По пути в Аризону Алан неожиданно отказывается ехать в лечебницу и требует повернуть обратно, но тут в них врезается грузовик. Не сумев оторваться, Фил и компания оказываются пленниками неизвестных людей в масках. Когда похитители сняли маски, выясняется, что среди похитителей есть «Чёрный» Даг (наркодилер из первой части). Выясняется, что всю компанию похитили по приказу босса дилера — Маршалла. Маршалл объясняет всем причины такого поступка — после их приключений в Вегасе один шейх привёз в город $ 42 000 000 золотыми слитками. Люди Маршалла ограбили шейха и увезли золото, погрузив их в две машины. По пути машины разделились, и одну из них ограбил Лесли Чау, застрелив водителей. Маршалл пытался разыскать китайца, но тот исчез. До того момента, когда Чау арестовали в Бангкоке, Маршалл навестил его в тюрьме, но тот отказался от его предложений. 5 недель назад Лесли сбежал, и Маршалл вышел на Алана и компанию из-за того, что тот переписывался с Чау и упоминал в письмах «Волчью стаю». Маршалл требует от Алана и его друзей отыскать Чау в течение трёх дней и берёт в заложники Дага как страховку.
Освободившись от наручников, Алан сообщает, что две недели назад Лесли прислал ему письмо, где написал, что находится в Тихуане и просит Алана встретиться с ним наедине. Фил считает это хорошей возможностью усыпить Чау. Стю покупает несколько пачек снотворного и шприцев, после чего все едут в Мексику. Алан встречается с китайцем, переодетым в индейца, но Лесли замечает Фила и Стю, сидящих в машине и в гневе разбивает стекло их минивэна, но быстро успокаивается. Пока в кабаке Чау поёт караоке, Стю добавляет ему в напиток снотворное, но Лесли снова это замечает и позже грозит Стю ножом, вынудив компанию раскрыть свои карты.
Лесли говорит, что спрятал слитки в одном из своих домов, конфискованных после ареста. Обойдя сигнализации и камеры охраны, а также усыпив сторожевых псов, все спускаются в подвал. С помощью кувалды Фил выбивает несколько кирпичей и достаёт золото. Но как только всё золото оказалось у Чау в сумке, тот запер Фила, Алана и Стю в подвале и ушёл с золотом, по пути включив сигнализацию.
В отделении полиции шериф не верит истории «Волчьей стаи», но тут их выпускают под залог и привозят к ограбленному дому; выясняется, что это был дом Маршалла, и что Чау не достал свою половину золота, а завладел второй долей Маршалла. Маршал убивает «Чёрного» Дага — своего начальника охраны, так как «тот не смог остановить троих придурков и китайца с кусачками», и даёт героям второй шанс, так как они уже сумели выйти на китайца, и свой лимузин, так как Чау угнал минивэн Фила.
С помощью пеленгатора в телефоне Алана компания засекает местоположение минивэна — Лас-Вегас. Минивэн и «Демирол» найдены, но слитков в машине нет. Однако поблизости оказывается ломбард, где с помощью «мужских чар» Алана выясняют, что Чау загнал один слиток за $ 18 000 и взял визитку агентства эскорт-услуг. В данной ситуации компания обращается к Джейд (стриптизёрше, на которой Стю «под кайфом» женился в первой части). Пока Алан разговаривает с её сыном, Джейд через своих знакомых выясняет, что Лесли Чау снял пентхаус во «Дворце Цезарей» и превратил его в наркопритон.
Маршалл отказывается помогать в захвате Чау, поэтому Фил, Алан и Стю решают сделать всё сами. Фил и Алан через крышу спускаются на балкон пентхауса, однако усыпить китайца у них не получается — тот прыгает с парашютом. Стю преследует его на лимузине и в конце концов Чау приземляется прямо на его крышу. Подобрав Фила и Алана, компания движется на встречу с Маршаллом. В пути Чау говорит, что всю свою долю он потратил в Бангкоке, поэтому ему и понадобилась доля Маршалла.
Прибыв на встречу, стая меняет слитки и Чау на Дага. Однако Чау в багажнике не оказывается, и он тут же высовывается через люк и убивает Маршалла и его телохранителя — Алан оставил открытой створку между багажником и салоном. Чау собирается убить и остальных, но Алан его отговаривает; Чау соглашается, так как один из них спас ему жизнь. Лесли забирает машину Маршалла и слитки, предложив Алану «как-нибудь затусить», но тот отказывается, и друзья уезжают. Забрав минивэн у ломбарда, все собираются вернуться, однако Алан решает назначить свидание Кассандре — продавщице из ломбарда.
Проходит 6 месяцев. Алан вот-вот женится на Кассандре, но перед этим заявляет Филу, Дагу и Стю, что из-за жены вынужден покинуть «Волчью стаю». После этого все четверо друзей выходят из комнаты в свет; попутно вспоминаются похожие сцены из первых двух фильмов.
Сцена после финальных титров — в картину воткнута рапира, в стене дырки от минигана, кто-то проехался на мотоцикле через стойку с шампанским. Просыпаются Фил, Алан и Кассандра, а затем в комнату входит Стю в женских трусах и с женской грудью. Алан говорит, что это всё из-за свадебного торта, присланного Лесли. Тут же в комнату входит голый Лесли Чау с катаной и говорит: «Хорошая была ночка, бабоньки!». На голову Стю прыгает капуцин.

## В ролях
| Актёр            | Роль                     |
| ---------------- | ------------------------ |
| Брэдли Купер     | Филипп (Фил) Веннек      |
| Эд Хелмс         | Стюарт (Стю) Прайс       |
| Зак Галифианакис | Алан Гарнер              |
| Джастин Барта    | Дуглас (Даг) Биллингс    |
| Кен Джонг        | Лесли Чау                |
| Джейми Чон       | Лорен Прайс              |
| Мелисса Маккарти | Кассандра (Кэсси) Гарнер |
| Хизер Грэм       | Джейд                    |
| Джон Гудмен      | Маршалл                  |
| Саша Баррези     | Трейси Гарнер            |
| Джиллиан Вигмэн  | Стефани Веннек           |
| Джеффри Тэмбор   | Сидни (Сид) Гарнер       |
| Майк Эппс        | «Чёрный» Даг             |

## История создания
Съёмки фильма начались 10 сентября 2012 года в Лос-Анджелесе. Через неделю после этого было объявлено о том, что актриса Мелисса Маккарти начала вести переговоры о предоставлении ей роли.
8 октября 2012 года съёмочная площадка переехала в город Ногалес штата Аризона. В фильме он был представлен как Тихуана.
20 и 21 октября съёмки проводились на перекрытой дороге (Калифорния 73) в округе Ориндж. В конце октября 2012 съёмки были продолжены в Лас-Вегасе.
8 марта 2013 года вышел тизер фильма.